# Сидоренко, Вениамин Георгиевич
Вениамин Георгиевич Сидоренко (1 декабря 1938, Ишим — 6 сентября 2024, Санкт-Петербург) — российский художник и скульптор. Заслуженный художник Российской Федерации, член Союза Художников России, доктор искусствоведения, лауреат фестивалей современного изобразительного искусства.
Преподаватель Детской художественной школы им. М. К. Аникушина Кронштадтского района Санкт-Петербурга.

## Основные темы творчества
Основными темами в медальерной пластике и скульптурных произведениях В. Г. Сидоренко является исторический портрет, античные и библейские сюжеты в современной авторской трактовке. Особое место в творчестве скульптора занимает работа над образом А. С. Пушкина.
При восстановлении Храма Христа Спасителя в Москве работал над воссозданием главных горельефов этого храма.
Им выполнены ряд монументальных произведений для городов Санкт-Петербург, Москва, Кронштадт, Донской и Ораниенбаум.
Творческие произведения скульптора хранятся в собраниях Государственного Эрмитажа, Государственного Русского музея, Государственной Третьяковской галереи, музея А. С. Пушкина в г. Санкт-Петербурге, в собраниях музеев городов Ярославля, Сочи, Екатеринбурга, Барнаула, в Музее Русского искусства в Париже, в городах Берлин, Равенна, Хельсинки и Саппоро.
За серию медалей, посвящённых А. С. Пушкину, был награждён Пушкинской медалью к 200-летию со дня рождения поэта. Портрет А. Д. Меншикова, выполненный для музея-заповедника в Ораниенбауме, был отмечен медалью Фонда Светлейшего князя А. Д. Меншикова.

### Смерть
Умер 6 сентября 2024 года в Санкт-Петербурге в возрасте 85 лет.

## Творческая биография
- 1958—1961 годы — служба в рядах Советской Армии, Ленинградский военный округ.

- 1967 год — участник краевых, республиканских и зарубежных выставок.
- 1968 год — творческая работа в домах творчества под руководством ведущих мастеров страны.
- 1970 год — за серию работ, выполненных в дереве, отмечен Дипломом I степени (Зональная выставка «Сибирь социалистическая»).
- 1974—1978 годы — учёба в Ленинградском художественном училище им. В. А. Серова.
- 1980 год — лауреат выставки «Физкультура и спорт», посвящённой Олимпиаде 80, за композицию «Будущие олимпийцы».
- 1981 год — принят в Союз художников России.
- 1985 год — выполнены портреты композиторов П. И. Чайковского, М. И. Глинки, Людвига ван Бетховена для города Тулы, Мемориал морякам-маратовцам для города Кронштадта.
- 1987 год — участие в Международной медальерной выставке в Париже «Возрождение медали».
- 1990 год — персональная выставка произведений в зале Ленинградский Союз художников.
- 1990 год — приобретение произведений В. Г. Сидоренко ведущими музеями страны: Государственным Эрмитажем, Государственным Русским музеем, Государственной Третьяковской галереей.
- 1990 год — знакомство с известными коллекционерами — пушкинистами Д. Робинсоном, А. Коршиковым, С. Петровым. Работа над темой: «А. С. Пушкин и его окружение».
- 1991 год — участие в симпозиуме-конкурсе по граниту. Композиция «Амазонка» отмечена Дипломом II степени. Была установлена в Санкт-Петербурге на улице Турку, впоследствии исчезла, местонахождение неизвестно.
- 1993 год — персональная выставка «Три измерения». Смольный собор г. Санкт-Петербург.
- 1994 год — персональная выставка «Пушкин и его время». Особняк Боссе, г. Санкт-Петербург.
- 1995 год — защита диссертации, присуждение ученой степени Доктора искусствоведения (рецензия М. Германа).
- 1996 год — лауреат Всероссийского фестиваля современного изобразительного искусства г. Сочи.

- 1996 год — работа над парадными портретами Петра I и А. Д. Меншикова. Большой дворец, Государственный Музей-заповедник Ораниенбаум. Портреты отмечены медалью Фонда Светлейшего князя А. Д. Меншикова.
- 1998—1999 годы — работа по воссозданию горельефов для наружного оформления стен Храма Христа Спасителя.
- 1999 год — за серию портретов, посвященных А. С. Пушкину, за активное участие в подготовке к 200-летию со дня рождения поэта награждён Пушкинской медалью.
- 2002 год — создание бюста адмирала П. И. Рикорда и юбилейной медали «225 лет со дня рождения» и персональная выставка на родине П. И. Рикорда в городе Торопце.
- 2003 год — работа по реставрации декоративного убранства наружных стен Российского Посольства во Франции, Париж.
- 2003 год — за творческие достижения и активное участие в культурной жизни города награждён медалью «300 лет Санкт-Петербургу».
- 2004 год — воссозданы для Государственного Музея-усадьбы Остафьево четыре горельефных композиции на тему «Война 1812 года».
- 2005 год — для Государственного музея-усадьбы Остафьево выполнены три медали, посвященные Н. М. Карамзину, А. И. Вяземскому, П. П. Вяземскому.
- 2005 год — присвоено звание «Заслуженный художник Российской Федерации».
- 2006 год — выполнены для Государственного музея-усадьбы Остафьево три портретных медальона князей Вяземских — владельцев усадьбы.
- 2007 год — изготовлена мемориальная доска с портретами Николая II и Рамы V короля Сиама. Флигель Большого дворца. Петергоф.
- 2008 год — за большой вклад в развитие города награждён Орденским знаком за заслуги перед Кронштадтом.
- 2008 год — персональная выставка в Государственном музее-усадьбе Остафьево «Русский Парнас».
- 2009 год — персональная выставка «Скульптуры. Медали. Камеи» в выставочном центре Санкт-Петербургского Союза художников России.

## Творческие произведения В. Г. Сидоренко, находящиеся в музеях

### Государственный Эрмитаж
- Сатир и Нимфа, (автопортрет с женой). Камея, камень, 4×3,8 см, 1988
- Спящий философ. Камея, камень, 5,3×3,5 см, 1988
- Белая цапля. Инталия, камень, 5×4,5 см, 1988
- Счастье матери. Миниатюра, камень, 6,5×5,5 см, 1987
- Овидий. Античный поэт. Медаль, бронза, д. 6 см, 1990
- Аполлон и Дафна. Плакета, бронза, 5×8 см, 1991—1993
- А. С. Пушкин. Болдинская осень. Медаль, бронза, д. 11 см, 1990. Дар.
- Пушкин — отрок. Медаль, бронза, д. 7 см, 1996—1999. Дар.

### Государственный Русский музей
- Портрет Ольги (жены скульптора). Бронза, 54×30,5×30, 5 см, 1983—1989
- Лазарина. Бронза, 27×19×18 см, 1982
- Близнецы. Бронза, 18×12×18 см, 1984—1986
- Белая цапля. Медаль, бронза, д. 24 см, 1987
- Ольга. Миниатюрный портрет. Бронза, 5×3,5×2,5 см, 1986—1988 гг. Дар
- Салют в Кронштадте. Композиция, бронза, 40×12×12 см, 1984. Дар.
- Большая грустная птица. Медаль, бронза, д. 11 см, 1987
- Белая цапля. Медаль, бронза, д. 13 см, 1987
- Грустные птицы. Медаль, бронза, д. 8 см, 1987
- Раненая птица. Медаль, бронза, д. 8 см, 1987
- Пентесилея, предводительница амазонок. Медаль, бронза, овал, 6×4,5 см, 1982

- Убегающая амазонка. Медаль, бронза, овал 9×6 см, 1987—1993

### Государственная Третьяковская галерея
- Портрет Софии. Бронза, 26×22×42 см, 1982—1986
- Антон. Бронза, 32×18×20 см, 1982. Дар.
- Рукопись А. С. Пушкина. Плакета, бронза, 38,5×28 см, 1994. Дар.
- А. С. Пушкин. Лицейские годы. Медаль, бронза, д. 8,5 см, 1993—1995
- Ахиллес и Пентесилея. Медаль, бронза, д. 15 см, 1995—1996. Дар.

### Всероссийский музей А. С. Пушкина
- Юный Пушкин. Фигура, бронза, 33×7×9 см, 1987
- Союз певцов и чистый, и свободный. Тон. гипс, 26×28×20 см, 1988
- Болдино. Лежащая фигура. Бронза, 32×26×12 см, 1986—1990

### Ярославский художественный музей
- Пушкин. Болдино. Медаль, бронза, д. 10,7 см, 1990
- Пушкин-лицеист. Плакета, бронза, 14×10 см, 1990
- Пушкин-денди. Медаль, бронза, овал, 12,5×11 см, 1990
- Юный Пушкин. Плакета, бронза, 14×9,5 см, 1990
- Болдинская осень. Медаль, бронза, д. 8,5 см, 1990
- Молдавский Пушкин. Медаль, бронза, д. 10 см, 1987
- А. С. Пушкин. Медаль, бронза, д. 4,5 см, 1990
- Овидий Назон. Медаль, бронза, д. 9 см, 1990

### Сочинский художественный музей
- А. С. Пушкин. Лицейские годы. Фигура, бронза, 33×9×11 см, 1987
- Материнство. Камень, 31×18×22 см, 1984—1985
- Коварство женщин. 4 библейских сюжета. Плакеты, бронза, 10×10 см, 1987

### Государственный музей-заповедник «Ораниенбаум»
- А. Д.  Меншиков. Парадный портрет. Тон. гипс, 1,5 н.в., 1995
- Китайский дворец. Медаль, бронза, д. 18 см, 1994

### Музей истории Кронштадта
- Пётр Великий. Парадный бюст. Тон. гипс, 2 н.в., 1996
- А. С. Попов. Портрет. Рельеф, керамика, 26×20 см, 1995—1997

### Государственный художественный музей Алтайского края
- Самолет. 2-х фигурная композиция. Дерево, 34×20×24 см, 1969
- Жили-были дед, да баба. Дерево, 23×25×12 см, 1969
- Наша мама. Дерево, 38×18×14 см, 1970
- Баба с коромыслом. Дерево, 33×21×11 см, 1969
- Юный Пушкин. Фигура, бронза, 33×11,5×8,5 см, 1987
- Марта Жидкова. Фигура, бронза, 17,8×8×5 см, 1986
- Автопортрет. Миниатюра, бронза, 6×5×6 см, 1992
- Сатир и Нимфа. Камея, камень, 4,2×5,2×1,8 см, 1991
- Спящий философ. Камея, камень, 5,3×3,2×1,8 см, 1991
- Ахиллес и Пентесилея. Медаль, бронза, д. 13,6 см, 1990
- Пушкин. Болдинская осень. Медаль, бронза, д. 8,8 см, 1992
- Бетховен. Медаль, бронза, овал 7×4,5 см, 1989
- Данте. Медаль, бронза, д. 6,5 см, 1987—1992
- Овидий. Античный поэт. Медаль, бронза, д. 6,9 см, 1999
- Болдинская осень. Фигура, бронза, 40×24×13 см, 1989
- Материнство. Миниатюра, бронза, 6,5×5×2 см, 1990
- Юный Пушкин. Лицейские годы. Фигура, бронза, 34,5×13×11 см, 1989
- Звездочет. Древний астроном. Фигура, бронза, 46×19×16 см, 1989
- Спокойно дети спят. Композиция, бронза, 12,2×38×38 см, 1984
- Параделов Н. А. Командир первого Красного полка. Портрет, бронза, 38,5×24×28 см, 1969
- Художник Кардовский. Камея, камень, 3,7×2,7×1,9 см, 1990
- Скульптор Вениченко в образе Фавна. Камея, камень, 3,1×2,5×1,3 см, 1991
- Пловец. Камея, камень, 4,3×3,3×2,1 см, 1990
- Автопортрет. Камея, камень, 3,2×2,5×0,7 см, 1991
- Близнецы. Композиция, бронза, 11×12×15 см, 1988
- Раненая цапля. Инталия, галька, 3,7×2,5 см, 1992
- Спящий поэт. Камея, камень, 2,7×2,3 см, 1992
- Материнство. Миниатюра, камень, 6×5 см, 1993

### Новосибирский государственный художественный музей
- Невеста. Дерево, 30×35×21 см, 1969
- На русской свадьбе. Дерево, 26×30×14 см, 1969
- Сибирские пельмени. Дерево, 20×25×17 см, 1970

### Государственный музей-усадьба Остафьево «Русский Парнас»
- Бегство Наполеона. Рельеф, гипс, 90×120 см, 2002
- Взятие Парижа. Рельеф, гипс, 90×120 см, 2002
- Народное ополчение. Рельеф, гипс, 90×120 см, 2003
- Битва при Лейпциге. Рельеф, гипс, 90×120 см, 2004
- П. А. Вяземский. Медальон, гипс, 90×63 см, 2004
- П. П. Вяземский. Медальон, гипс, 90×63 см, 2005
- А. И. Вяземский. Медальон, гипс, 90×63 см, 2006
- Князь П. П. Вяземский. Медаль, бронза, д. 7 см, 2005
- Князь А. И. Вяземский. Медаль, бронза, д. 7 см, 2006
- Н. М. Карамзин. Медаль, бронза, д. 7 см, 2007

### Кабинет медали. Государственный музей-усадьба Остафьево «Русский Парнас»
- Ф. И. Тютчев. Медаль, бронза, д. 19 см, 2006
- Давид Робинсон. Медаль, бронза, д. 4,2 см, 1992
- Ад, Чистилище, Рай. Данте. Плакеты, триптих, гальвано, 28×13 см, 1988
- Веневитинов. Медаль, бронза, д. 5,1 см, 2005